# Heiliger Teich

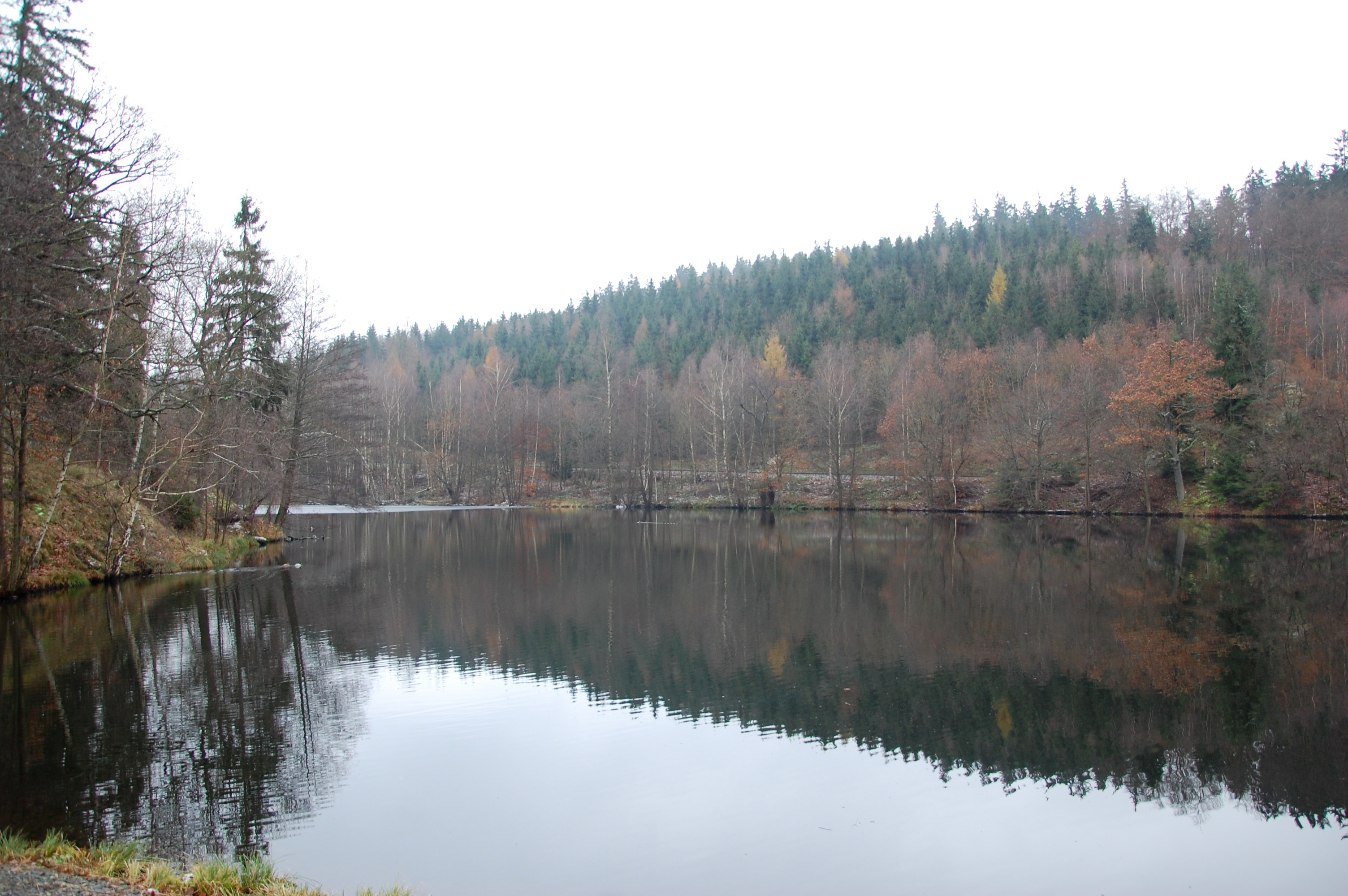
Heiliger Teich, Dezember 2014

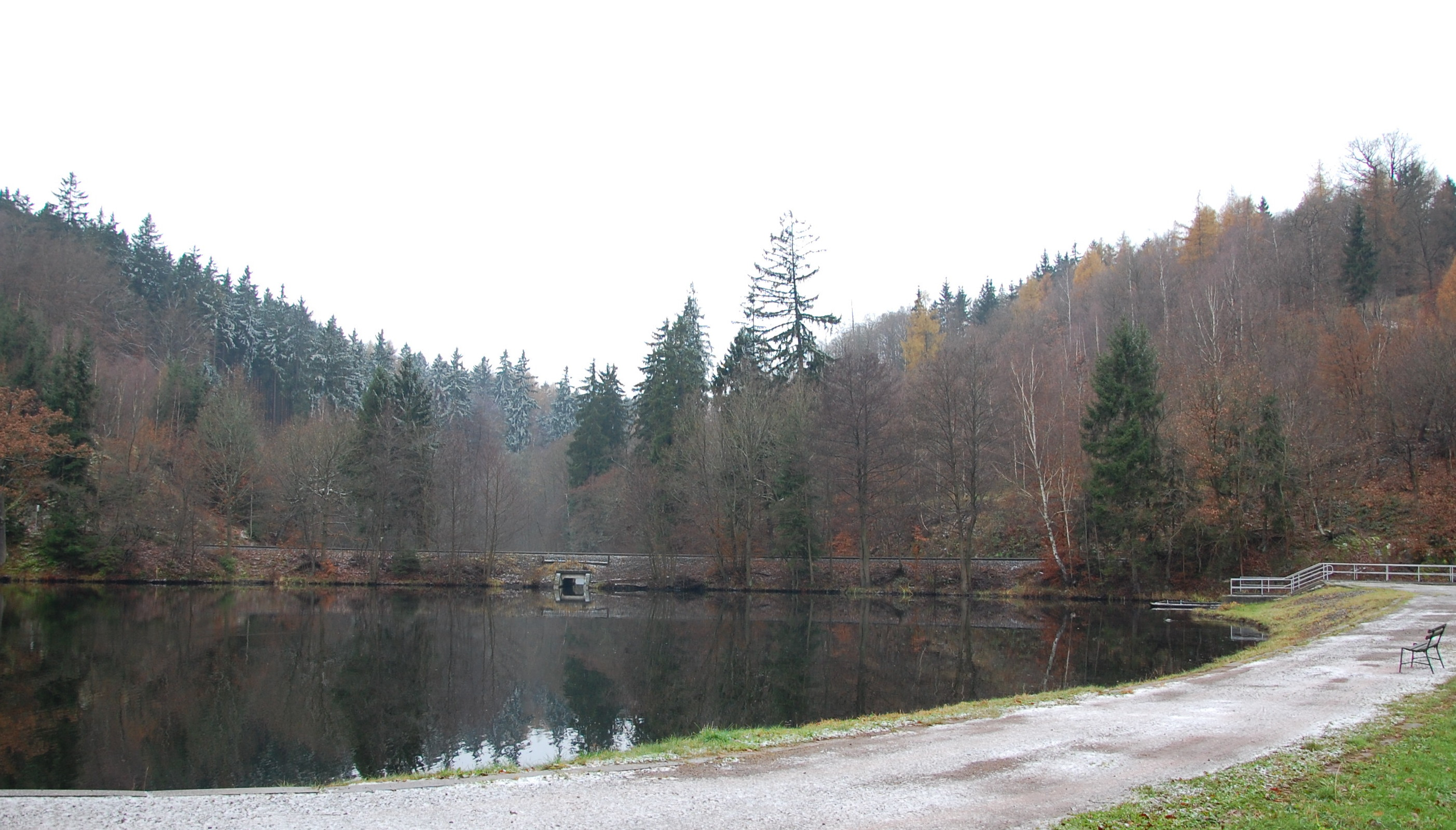
Blick zur Trasse der Selketalbahn und dem Durchlass zum kleineren westlichen Teil

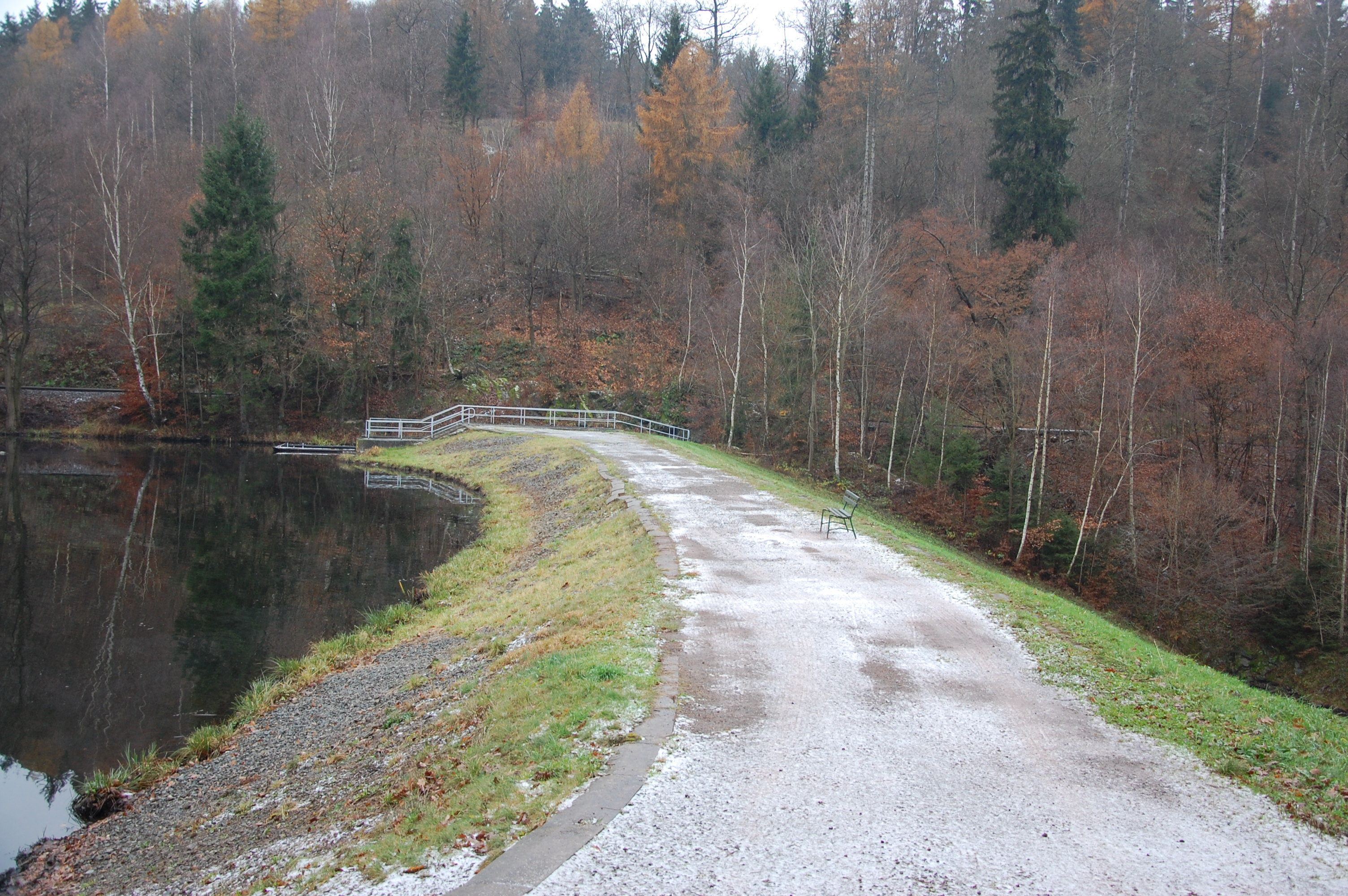
Krone der Staumauer

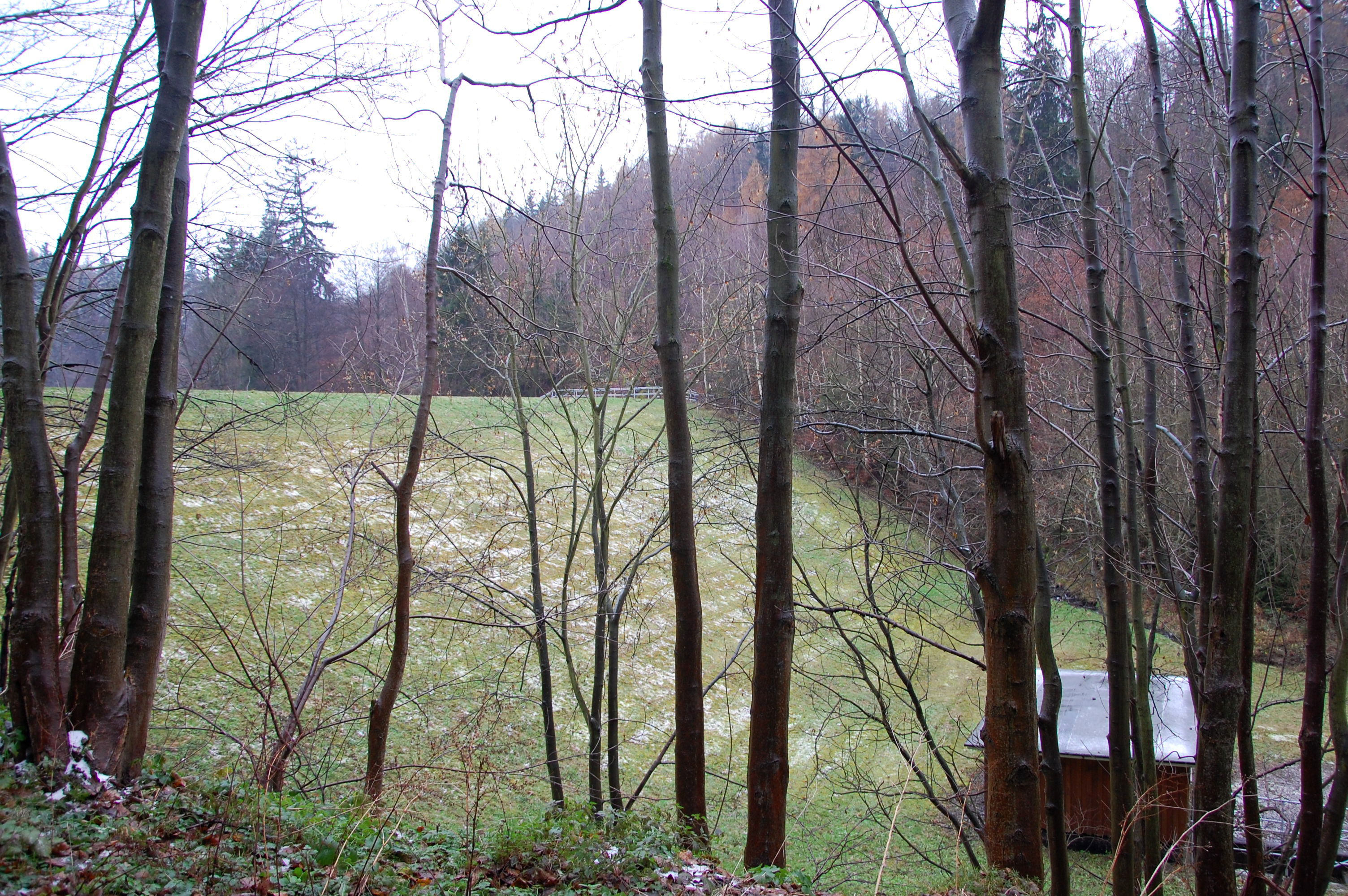
Staumauer

Der Heilige Teich im Mittelgebirge Harz ist ein Stauteich südlich vom Quedlinburger Ortsteil Stadt Gernrode im Landkreis Harz in Sachsen-Anhalt. Er ist im örtlichen Denkmalverzeichnis als Kunstteich eingetragen.

## Geographische Lage
Der Teich liegt südlich der Ortslage von Gernrode im Ostergrund und entsteht durch eine Aufstauung des Wellbachs. Am Westufer des Teichs verläuft die Strecke der Selketalbahn, die den Teich in einen kleineren westlichen und einen großen östlichen Teil trennt.

## Geschichte und Beschreibung

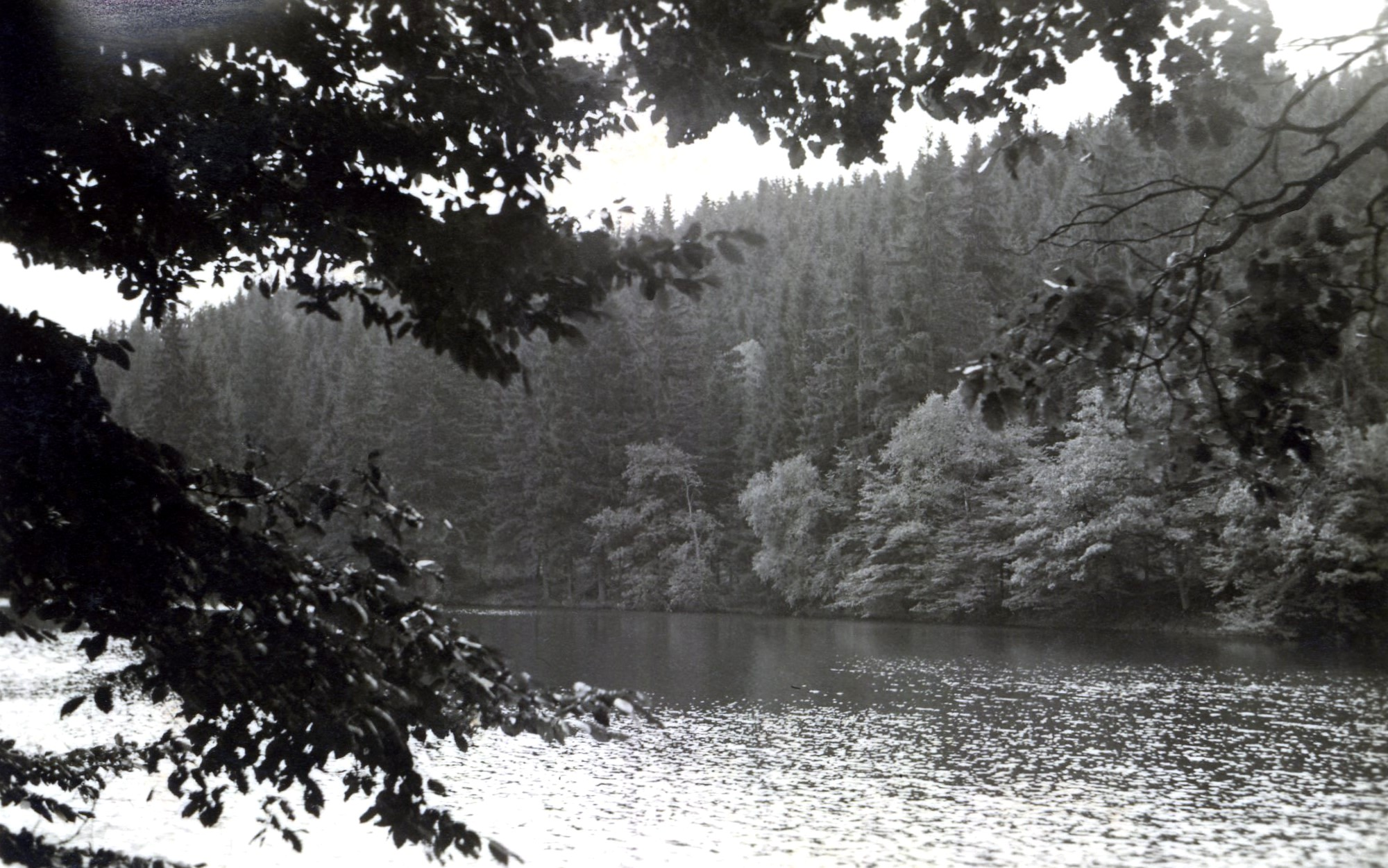
Heiliger Teich im August 1940

An der Stelle des heutigen Heiligen Teichs gab es bereits im 10. Jahrhundert einen Weiher, der als heilkräftig galt, woraus sich der Name des jetzigen Teichs ableitet. Die Äbtissin Hathui, Schwiegertochter des Markgrafen Gero, heilte und pflegte hier Kranke. Beim Tod Hathuis im Jahr 1014 soll sich das Wasser des Weihers zunächst blutrot, dann leuchtend grün verfärbt haben, bis es schließlich wieder seine normale Farbe annahm.
Der Fürst Viktor Friedrich ließ im Jahr 1745 eine Vorrichtung zur Wasserhebung im Ostergrund bauen. Um den Betrieb der Anlage zu ermöglichen, wurde 1746/47 der Heilige Teich angelegt. Allerdings erwies sich die Anlage als unwirtschaftlich, so dass sie bereits 1749 wieder eingestellt wurde. Der Heilige Teich blieb jedoch erhalten.
1886/87 wurde die Selketalbahn gebaut. Sie quert auf einem steinernen Viadukt den Teich und trennte ihn so in einen kleineren westlichen und einen größeren östlichen Teil.
An einem Baum am nordöstlichen Ufer des Teichs befindet sich ein die Geschichte des Teichs erläuterndes Schild.